# Brandon Penn
Brandon Penn (Filadelfia, 5 giugno 1990) è un ex cestista statunitense.

## Palmarès
- Campionato danese: 1

Bakken Bears: 2013-2014
- Lega Balcanica: 1

Blokotehna: 2018-19